# Ferdinando Minoia
Ferdinando Minoia, dit Nando Minoia, né le 2 juin 1884 à Milan où il est mort le 28 juin 1940, est un pilote automobile italien qui a connu une carrière particulièrement longue et variée. Il remporte la Coppa Florio en 1907 sur Isotta-Fraschini. En 1923, il devient le premier pilote à conduire une voiture avec un moteur en position centrale, la Benz Tropfenwagen. Il remporte en 1927 la première édition des Mille Miglia sur une OM et enfin, devient en 1931, le premier champion d'Europe des pilotes de l'AIACR sur Alfa Romeo sans avoir gagné la moindre course du championnat.

## Carrière

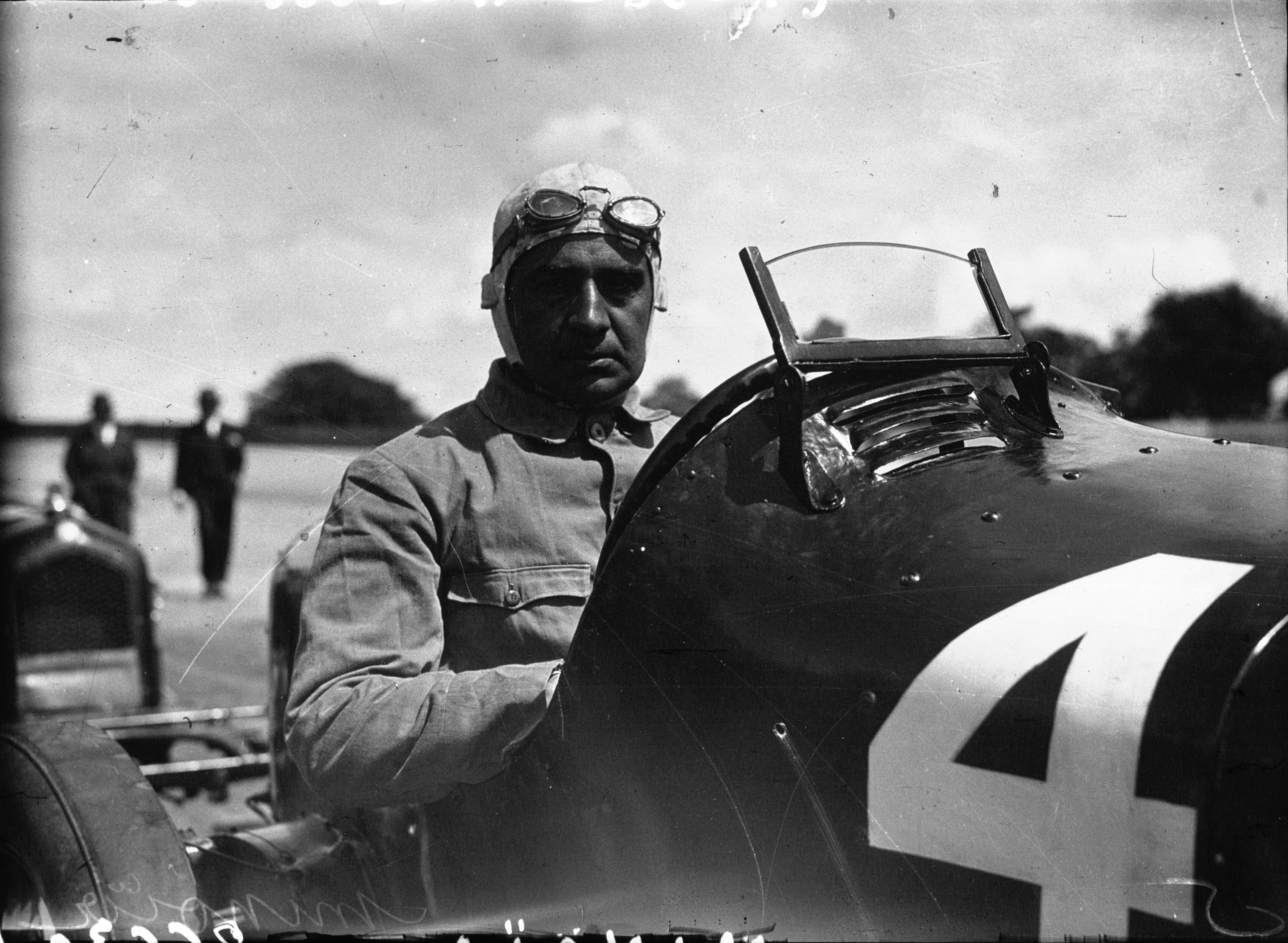
Ferdinando Minoia en 1931.

En 1907, il remporte la deuxième Coppa Florio et, en prime, 50 000 Lires en remportant cette Corse di Brescia (une épreuve de 485,7 km) sur Isotta-Fraschini en 4 h 39 au circuit de Madonie. Juste avant la guerre, il gagne la troisième édition de la course de côte Susa-Moncenisio au volant d'une Peugeot.

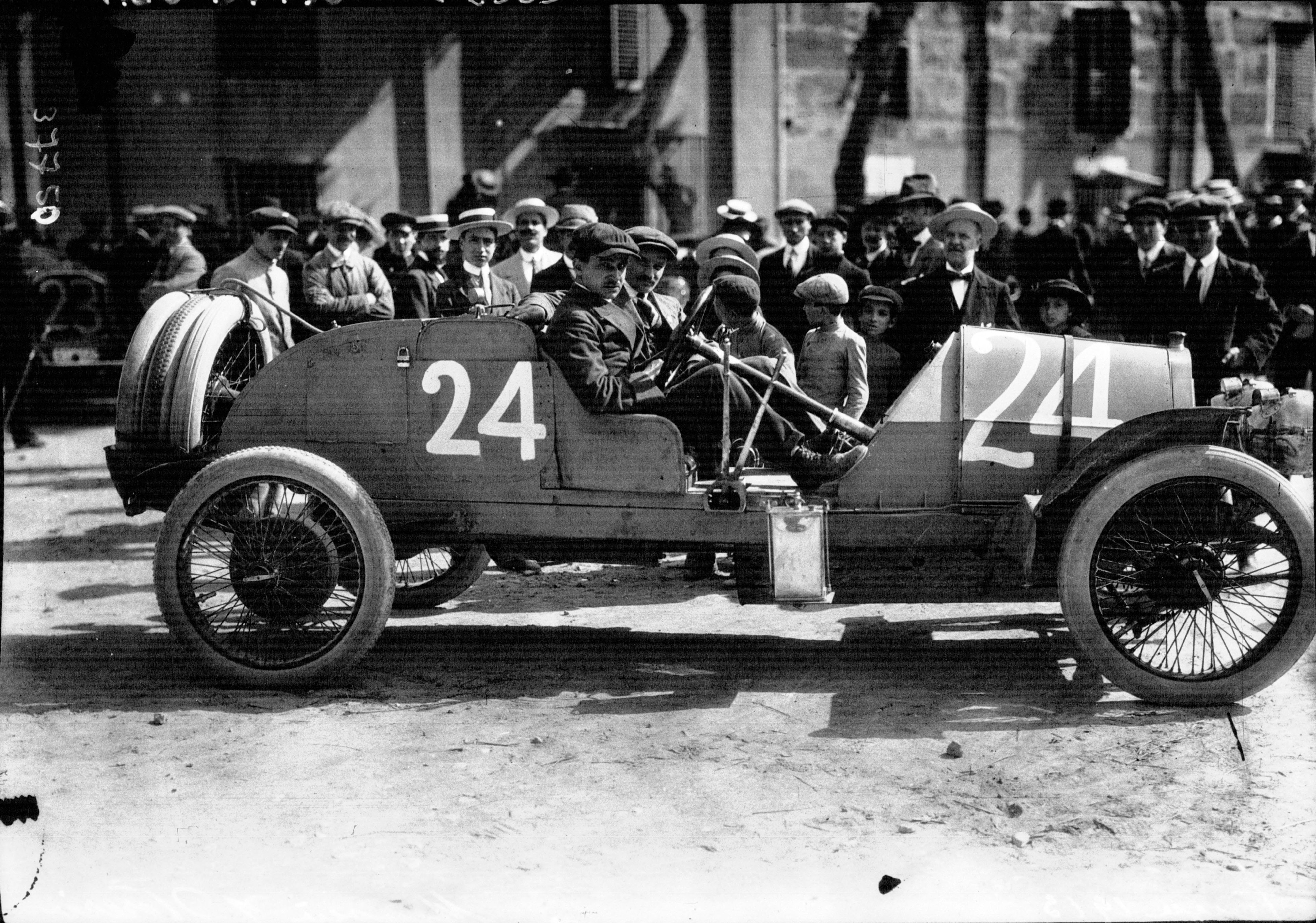
Minoia à la Targa Florio 1913, sur Storero.

Pilote « avant-gardiste », Ferdinando Minoia prend part au Grand Prix d'Italie 1923 sur la Benz Tropfenwagen, la première voiture à moteur central et termine quatrième de l'épreuve, loin derrière les Fiat suralimentées. La voiture, révolutionnaire par sa conception, est réalisée par Edmund Rumpler, qui monte un 6 en ligne de 1 991 cm3 derrière le siège du pilote et installe une suspension arrière indépendante et des freins inboard. La même année, Minoia gagne la IIIe Coppa delle Alpi. L'année suivante, il est deuxième de l'épreuve derrière son équipier d'Officine Meccaniche Vincenzo Coffani.
À la Targa Florio 1924, il pilote une Steyr VI Kausen, mais abandonne après trois tours sur problème mécanique. Cette même année, il termine quatrième du Grand Prix d'Italie sur une Alfa Romeo P2.
En 1925, Minoia participe aux 24 Heures du Mans sur une Officine Meccaniche Tipo 665 Superba de deux litres avec Vincenzo Coffani et termine vingt-cinquième. L'année suivante, il revient au Mans, toujours sur une Officine Meccaniche Tipo 665 Superba de deux litres, mais cette fois, associé à Giulio Foresti, il termine quatrième, obtenant du même coup le premier classement à l'indice de performance sur l'épreuve mancelle, ainsi que la deuxième coupe Biennale mancelle. La même année, Ferdinando Minoia prend part au premier Grand Prix d'Allemagne sur l'Avus et réalise le meilleur tour en course à 161 km/h sur sa OM d'un litre et demi, mais est contraint à l'abandon. Toujours en 1926, il termine cinquième du Grand Prix d'Europe sur Bugatti Type 39 à Lasarte.
Minoia remporte en 1927 l'épreuve inaugurale des Mille Miglia associé à Giuseppe Morandi, sur une OM 123 à la vitesse de 77,68 km/h soit 21 h 4 min 48 s. La même année, il obtient une troisième place au Grand Prix tourisme de Guipúzcoa avec Giuseppe Morandi, et conduit une Bugatti Type 35C à la Targa Florio, puis il termine quatrième du Grand Prix d'Italie sur une OM 865. En 1928 il remporte le Grand Prix de Rome sur Bugatti, alors que son ancien équipier resté chez OM Morandi est troisième.
En 1931, l'AIACR crée le Championnat d'Europe des pilotes, composé de trois épreuves de dix heures, l'une en Italie, l'autre en France et la dernière en Belgique. Sans avoir remporté la moindre course, il parvient à devenir champion, battant de justesse son coéquipier chez Alfa Corse, Giuseppe Campari. Ce dernier remporte le Grand Prix d'Italie, associé à Tazio Nuvolari tandis que Ferdinandi Minoia se classe second de l'épreuve. Sixième en France, il passe de l'Alfa Romeo Monza à l'Alfa Romeo 6C 1750 pour la dernière manche en Belgique où il termine troisième, s'emparant ainsi de son titre de champion d'Europe des pilotes.
En 1932, présent aux 24 Heures du Mans et associé à Carlo Canavesi sur une Alfa Romeo 8C 2300 suralimentée, il est contraint à l'abandon. Il est néanmoins quatrième aux Mille Miglia, pour sa cinquième participation.

## Résultats en Championnat d'Europe des pilotes
| Saison | Écurie     | Constructeur | Châssis         | GP disputés | Victoires | Pole positions | Meilleurs tours | Points inscrits | Classement              |
| ------ | ---------- | ------------ | --------------- | ----------- | --------- | -------------- | --------------- | --------------- | ----------------------- |
| 1931   | Alfa Corse | Alfa Romeo   | 8C 2300 6C 1750 | 3           | 0         | 0              | 0               | 9               | Champion (3 935,254 km) |

| Saison | Écurie     | Constructeur | Châssis | Course | Course | Course | Classement | Points inscrits  |
| Saison | Écurie     | Constructeur | Châssis | 1      | 2      | 3      | Classement | Points inscrits  |
| --- | ---------- | ------------ | ------- | ------ | ------ | ------ | ---------- | ---------------- |
| 1931 | Alfa Corse | Alfa Romeo   | 8C 2300 | ITA 2e | FRA 6e |        | Champion   | 9 (3 935,254 km) |
| 1931 | Alfa Corse | Alfa Romeo   | 6C 1750 |        |        | BEL 3e | Champion   | 9 (3 935,254 km) |
| Légende |            |              |         |        |        |        |            |                  |
| Légende (1931 / 1935-1939) - Vainqueur : 1 point - Deuxième : 2 points - Troisième : 3 points - Quatrième ou complété à plus de 75 % : 4 points - Complété entre 50 et 75 % : 5 points - Complété 25 et 50 % : 6 points - Complété à moins de 25 % : 7 points - N'a pas participé (np) : 8 points - Disqualifié (dsq) : 8 points - En gras : pole position - En italique : meilleur tour en course - * : voiture partagée Légende (1932) - Vainqueur : 1 point - Deuxième : 2 points - Troisième : 3 points - Quatrième : 4 points - Cinquième : 5 points - Autre partant : 6 points - Disqualifié (dsq) : 6 points - N'a pas participé (np) : 7 points - En gras : pole position - En italique : meilleur tour en course - * : voiture partagée |            |              |         |        |        |        |            |                  |